# Żółtopuzik smukły
Żółtopuzik smukły, jaszczurka szklana (Ophisaurus attenuatus) – gatunek jaszczurki z podrodziny Anguinae w rodzinie padalcowatych (Anguidae).

## Rozmieszczenie geograficzne
Żółtopuzik smukły zamieszkuje środkową i wschodnią część Stanów Zjednoczonych.

## Wygląd
Jest to jaszczurka beznoga. Posiada jasnobrązowe, pręgowane ciało z bardzo długim, łamliwym ogonem. Długość ciała 60–105 cm.

## Pożywienie
Żółtopuzik smukły żywi się bezkręgowcami, gadami i gryzoniami.

## Rozmnażanie
Samica zazwyczaj co dwa lata składa 5–17 jaj, których następnie pilnuje w całym okresie inkubacji. Żółtopuzik smukły może dożyć 10 lat.